# Línia 14 del metro de París
La línia 14 del metro de París és una de les setze línies del metro de París. Connecta les estacions de Saint-Lazare i Olympiades travessant el centre de París en una diagonal nord-oest/sud-est. La línia va obrir el 15 d'octubre de 1998 i és la línia més recent de la xarxa i va ser la primera línia del metro de París a utilitzar el sistema de conducció automàtica.

## Història

### Cronologia
- Novembre de 1989 - juny de 1993: treballs preparatoris de l'obra (túnels i pous de reconeixement);
- juliol de 1993: inici de la perforació del túnel entre el barri de la Bastille i de la Madeleine;
- 15 d'octubre de 1998: inauguració de la línia entre Madeleine i Bibliothèque François Mitterrand;
- 16 de desembre de 2003: primera ampliació fins a Saint Lazare;
- 26 de juny de 2007: segon perllongament entre Bibliothèque François Mitterrand i Olympiades.